# Requeil
Requeil é uma comuna francesa na região administrativa do País do Loire, no departamento de Sarthe. Estende-se por uma área de 14.1 km². Em 2010 a comuna tinha 1 173 habitantes (densidade: 83,2 hab./km²).